# Webster City
Webster City is een plaats (city) in de Amerikaanse staat Iowa, en valt bestuurlijk gezien onder Hamilton County.

## Demografie
Bij de volkstelling in 2000 werd het aantal inwoners vastgesteld op 8176.
In 2006 is het aantal inwoners door het United States Census Bureau geschat op 8018, een daling van 158 (-1,9%).

## Geboren
- Jennifer Simpson (1986), atlete

## Geografie
Volgens het United States Census Bureau beslaat de plaats een oppervlakte van
22,2 km², geheel bestaande uit land. Webster City ligt op ongeveer 329 m boven zeeniveau.

## Plaatsen in de nabije omgeving
De onderstaande figuur toont nabijgelegen plaatsen in een straal van 20 km rond Webster City.